# Goniopalpia
Goniopalpia là một chi bướm đêm thuộc họ Crambidae.